# Pachycentria constricta
Pachycentria constricta är en tvåhjärtbladig växtart som först beskrevs av Carl Ludwig von Blume, och fick sitt nu gällande namn av Carl Ludwig von Blume. Pachycentria constricta ingår i släktet Pachycentria och familjen Melastomataceae. Inga underarter finns listade i Catalogue of Life.